# Aline Zeler
Aline Zeler (ur. 2 czerwca 1983 w Libramont-Chevigny) – belgijska piłkarka, grająca na pozycji napastnika, wielokrotna reprezentantka Belgii, trener piłkarski.

## Kariera piłkarska

### Kariera klubowa
Wychowanka klubów Warmifontaine i Tenneville Sports. W 2004 roku rozpoczęła swoją karierę zawodową w klubie Standard Liège. W 2006 przeniosła się do Anderlechtu. Sezon 2009/10 spędziła w Sint-Truidense VV, a następnie wróciła do Standardu Liège. W sezonie 2017/18 znów broniła barw Anderlechtu. 1 czerwca 2018 roku podpisała kontrakt z holenderskim PSV Eindhoven. Po dwóch latach w 2020 roku wróciła do kraju, zasilając skład KRC Genk Ladies.

### Kariera reprezentacyjna
12 marca 2005 roku po raz pierwszy zagrała w seniorskiej kadrze narodowej w przegranym 0:2 meczu z Irlandią. Belgijski związek jednak nie zalicza tego meczu, w którym w drugiej połowie weszła na boisko jako rezerwowa, jako swojego pierwszego meczu międzynarodowego. Oficjalnie zadebiutowała w reprezentacji belgijskiej 31 sierpnia 2005 roku w przegranym 0:3 meczu kwalifikacyjnym do Mistrzostw Świata 2007 przeciwko Finlandii, w którym znalazła się w wyjściowym składzie.

## Kariera trenerska
Jeszcze będąc piłkarką 4 lutego 2019 roku rozpoczęła trenować juniorki PSV Eindhoven. W sezonie 2021/22 prowadziła Royal Charleroi.

## Sukcesy i odznaczenia

### Sukcesy klubowe
Sint-Truidense VV
- mistrz Belgii: 2009/10

Standard Liège
- mistrz Belgii: 2010/11, 2011/12, 2015/16, 2016/17
- mistrz BeNe League: 2014/15
- zdobywca BeNe Supercup: 2011
- zdobywca Pucharu Belgii: 2006

Anderlecht
- mistrz Belgii: 2017/18

### Sukcesy indywidualne
- królowa strzelców Belgii (Gouden Schoen / Soulier d'Or): 2009/10 (35 goli), 2010/11 (32 gole), 2015/16 (14 goli)